# Знак ливенцев
Знак ливенцев — награда, учреждённая в эмиграции князем А. П. Ливеном для награждения членов Союза ливенцев.

## История
В январе 1919 года князь Ливен начал формирование Либавского добровольческого стрелкового отряда, который к маю, совместно с балтийским ландсвером, выбил большевиков из Риги. После этого отряд пошёл на соединение с Северо-Западной армией. После прибытия отряд был переформирован в дивизию. 20 октября 1919 года дивизия дошла до предместий Лигова. Таким образом дивизия была ближе всех к Петрограду. Однако вскоре красные начали контрнаступление и белогвардейцы были разбиты. Уже в эмиграции князь Ливен создал Союз ливенцев. Также для союза был разработан памятный знак, который носился в петлице штатского костюма.

## Описание
Награда представляет собой белый крест из золота, с двумя накрест лежащими мечами. В середине креста малый герб национальных цветов России, который увенчан короной. На самом кресте выгравирована золотая буква „Л“, а под ней — маленькими буквами памятная дата „1919“.